# Рекорды России на дистанции 200 метров вольным стилем
Это история прогресса рекорда России в плавании вольным стилем на дистанции 200 м. Это перечень самых лучших результатов, когда-либо показанных в этой дисциплине мужчинами и женщинами, как в длинном бассейне (50 метров), так и в коротком бассейне (25 метров).
В 1902 году был зарегистрирован первый мировой рекорд в плавании на 200 метров вольным стилем в бассейне 50 метров и составлял 2:28.6. Россия серьезно отставала в плавании от мировых лидеров, только с  1913 г. ежегодно начали проводиться всероссийские соревнования. В том же году были зарегистрированы первые рекорды России: 100 м вольным стилем (В. Колпаков) — 1 мин 23,5 сек; 200 м брассом (Н. Пряселкин) —3 мин 44,0 сек; 100 м на спине (А. Хямеляйнен) — 1 мин 51,5 сек.

## Мужчины

### Бассейн 50 м
Рекорды советского периода
| Время                                           |    | Пловец              | Клуб                                 | Дата             | Соревнование | Место             | Прим. |
| ----------------------------------------------- | -- | ------------------- | ------------------------------------ | ---------------- | ------------ | ----------------- | ----- |
| 2:40,2                                          |    | Александр Шумин     | Ленинград, Динамо                    | 22 июля 1928     |              | СССР Ленинград    | [ 4 ] |
| 2:34,3                                          |    | Александр Шумин     | Москва, Динамо                       | 1 сентября 1929  |              | СССР Москва       | [ 4 ] |
| 2:26,8                                          |    | Владимир Китаев     | Ленинград, Динамо                    | 1930             |              | СССР Ленинград    | [ 4 ] |
| 2:26,1                                          |    | Александр Шумин     | Ленинград, Динамо                    | 1931             |              | СССР Ленинград    | [ 4 ] |
| 2:24,9                                          |    | Владимир Китаев     | Ленинград, Динамо                    | 1932             |              | СССР Ленинград    | [ 4 ] |
| 2:23,4                                          |    | Владимир Китаев     | Ленинград, Динамо                    | 1933             |              | СССР Ленинград    | [ 4 ] |
| 2:21,8                                          |    | Владимир Китаев     | Ленинград, Динамо                    | 1934             |              | СССР Ленинград    | [ 4 ] |
| 2:18,7                                          |    | Николай Борисов     | Москва, Динамо                       | 1935             |              | СССР Москва       | [ 4 ] |
| 2:17,5                                          |    | Николай Борисов     | Москва, Динамо                       | 1935             |              | СССР Москва       | [ 4 ] |
| 2:17,3                                          |    | Александр Васильев  | Москва, Динамо                       | 1936             |              | СССР Москва       | [ 4 ] |
| 2.15,9                                          |    | Александр Васильев  | Москва, Динамо                       | 1937             |              | СССР Москва       | [ 4 ] |
| 2:15,6                                          |    | Леонид Мешков       | Ленинград, Динамо                    | 1939             |              | СССР Ленинград    | [ 4 ] |
| 2:14,8                                          |    | Леонид Мешков       | Москва, Динамо                       | 6 апреля 1939    |              | СССР Москва       | [ 4 ] |
| 2:14,4                                          |    | Виталий Ушаков      | Москва, Динамо                       | 1940             |              | СССР Москва       | [ 4 ] |
| 2:11,8                                          |    | Виталий Ушаков      | Москва, Динамо                       | 14 мая 1940      |              | СССР Москва       | [ 4 ] |
| 2:10,3                                          | ЕР | Виталий Ушаков      | Москва, Динамо                       | 20 мая 1941      |              | СССР Москва       | [ 4 ] |
| 2:09,3                                          | ЕР | Леонид Мешков       | Ленинград, Динамо                    | 9 июня 1941      |              | СССР Ленинград    | [ 4 ] |
| 2:08,9                                          |    | Леонид Мешков       | Москва, Динамо                       | 3 августа 1945   |              | СССР Москва       | [ 4 ] |
| 2:08,8                                          |    | Виталий Ушаков      | Москва, Динамо                       | 17 апреля 1950   |              | СССР Москва       | [ 4 ] |
| 2:05,9                                          |    | Виталий Сорокин     | Ленинград, Динамо                    | 17 мая 1956      |              | СССР Ленинград    | [ 4 ] |
| 2:05,4                                          |    | Борис Никитин       | Москва, Тбилиси, Динамо              | 3 декабря 1956   |              | СССР Москва       | [ 4 ] |
| 2:06,8                                          |    | Геннадий Николаев   | Москва, Вооружённые силы             | 27 августа 1957  |              | СССР Москва       | [ 4 ] |
| 2:05,6                                          |    | Геннадий Николаев   | Москва, Вооружённые силы             | 15 сентября 1957 |              | ГДР Лейпциг       | [ 4 ] |
| 2:04,8                                          |    | Александр Парамонов | Москва, Динамо                       | 14 августа 1963  |              | СССР Москва       | [ 4 ] |
| 2:03,5                                          |    | Семён Белиц-Гейман  | Москва, Динамо                       | 25 апреля 1964   |              | СССР Москва       | [ 4 ] |
| 2:03,4                                          |    | Семён Белиц-Гейман  | Москва, Динамо                       | 4 сентября 1964  |              | СССР Москва       | [ 4 ] |
| 2:03,2                                          |    | Семён Белиц-Гейман  | Москва, Динамо                       | 14 сентября 1964 |              | СССР Москва       | [ 4 ] |
| 2:02,3                                          |    | Семён Белиц-Гейман  | Москва, Динамо                       | 23 октября 1964  |              | Япония Токио      | [ 4 ] |
| 2:02,1                                          |    | Евгений Новиков     | Москва, Динамо                       | 25 сентября 1965 |              | ГДР Берлин        | [ 4 ] |
| 2:01,5                                          |    | Леонид Ильичёв      | Таллин, Трудовые резервы             | 21 февраля 1966  |              | СССР Таллин       | [ 4 ] |
| 2:00,2                                          |    | Семён Белиц-Гейман  | Москва, Динамо                       | 23 марта 1966    |              | СССР Москва       | [ 4 ] |
| 1:58,9                                          |    | Леонид Ильичёв      | Москва, Трудовые резервы             | 11 июля 1966     |              | СССР Москва       | [ 4 ] |
| 1:58,4                                          |    | Леонид Ильичёв      | Москва, Трудовые резервы             | 12 июля 1966     |              | СССР Москва       | [ 4 ] |
| 1:58,3                                          |    | Леонид Ильичёв      | Москва, Трудовые резервы             | 17 июля 1966     |              | СССР Москва       | [ 4 ] |
| 1:57,8                                          | ЕР | Леонид Ильичёв      | Москва, Трудовые резервы             | 29 апреля 1967   |              | США Мантео        | [ 4 ] |
| 1:57,6                                          | ЕР | Леонид Ильичёв      | Москва, Трудовые резервы             | 1 августа 1967   |              | СССР Москва       | [ 4 ] |
| 1:56,9                                          | ЕР | Леонид Ильичёв      | Таллин, Трудовые резервы             | 2 апреля 1968    |              | СССР Таллин       | [ 4 ] |
| 1:56,60                                         |    | Георгий Куликов     | Хабаровск, Вооружённые силы          | 8 сентября 1970  |              | Испания Барселона | [ 4 ] |
| 1:56,40                                         |    | Георгий Куликов     | Хабаровск, Вооружённые силы          | 9 сентября 1970  |              | Испания Барселона | [ 4 ] |
| 1:56,10                                         |    | Игорь Гривенников   | Москва, Динамо                       | 13 августа 1972  |              | СССР Москва       | [ 4 ] |
| 1:54,81                                         |    | Владимир Буре       | Москва, Вооружённые силы             | 22 августа 1973  |              | СССР Москва       | [ 4 ] |
| 1:53,74                                         |    | Александр Самсонов  | Московская область, Вооружённые силы | 19 августа 1974  |              | Австрия Вена      | [ 4 ] |
| Результаты за период 1974 - 1991 гг. уточняются |    |                     |                                      |                  |              |                   |       |

Рекорды постсоветского периода
| Время   |    | Пловец          | Клуб                   | Дата            | Соревнование             | Место             | Прим.  |
| ------- | -- | --------------- | ---------------------- | --------------- | ------------------------ | ----------------- | ------ |
| 1:49,02 |    | Евгений Седов   | Волгоград Клуб "Волга  | 16 июля 1991    | Спартакиада народов СССР | СССР Москва       | [ 5 ]  |
| 1:46,70 |    | Евгений Седов   | Волгоград Клуб "Волга" | 26 июля 1992    | Олимпийские игры         | Испания Барселона | [ 6 ]  |
| 1:46,65 |    | Данила Изотов   | Свердловская область   | 4 июня 2009     | Чемпионат России         | Россия Москва     | [ 6 ]  |
| 1:46,64 |    | Никита Лобинцев | Свердловская область   | 13 августа 2008 | Олимпийские игры         | Китай Пекин       | [ 7 ]  |
| 1:46,17 |    | Данила Изотов   | Свердловская область   | 27 апреля 2009  | Чемпионат России         | Россия Москва     | [ 8 ]  |
| 1:45,09 | пф | Данила Изотов   | Свердловская область   | 27 июля 2009    | Чемпионат мира           | Италия Рим        | [ 9 ]  |
| 1:43,90 |    | Данила Изотов   | Свердловская область   | 28 июля 2009    | Чемпионат мира           | Италия Рим        | [ 10 ] |

Условные обозначения: # — рекорд ожидает ратификации в ФИНА; МР - мировой рекорд; ЕР - рекорд Европы; ОР - олимпийский рекорд.
Рекорды в стадиях: к — квалификация; пф — полуфинал; э — 1-й этап эстафеты; эк −1-й этап эстафеты квалификация; б — финал Б; † — в ходе более длинного заплыва; зв — заплыв на время.

### Бассейн 25 м
| Время   |  | Пловец        | Клуб                 | Дата            | Соревнование     | Место          | Прим.  |
| ------- |  | ------------- | -------------------- | --------------- | ---------------- | -------------- | ------ |
| 1:43,09 |  | Данила Изотов | Свердловская область | 14 декабря 2008 | Чемпионат Европы | Хорватия Риека | [ 11 ] |
| 1:40,08 |  | Данила Изотов | Свердловская область | 13 декабря 2009 | Чемпионат Европы | Турция Стамбул | [ 12 ] |

Условные обозначения: # — рекорд ожидает ратификации в ФИНА; МР - мировой рекорд; ЕР - рекорд Европы; ОР - олимпийский рекорд.
Рекорды в стадиях: к — квалификация; пф — полуфинал; э — 1-й этап эстафеты; эк −1-й этап эстафеты квалификация; б — финал Б; † — в ходе более длинного заплыва; зв — заплыв на время.

## Женщины

### Бассейн 50 м
Рекорды установленные в советский период